# Hugo Salmson
Hugo Fredrik Salmson, född 7 juli 1843 i Stockholm, död 1 augusti 1894 i Lund, var en svensk målare. 

## Biografi
Han var son till grosshandlaren Fredrik Ludvig Salmson och Maria Perlberg. Farfadern hovgravören Salm Salmson invandrade till Sverige i slutet av 1700-talet och sju farbröder och fastrar till Hugo Salmson samt fyra kusiner ägnade sig åt konstnärlig verksamhet; han var brorson till gravören Johan Salmson och litografen Axel Jakob Salmson. Hans konstnärliga anlag visade sig redan i barndomen och efter sina konststudier fick han omdömet att vara en av landets tekniskt bäste och yrkesskickligaste målare i sin generation. Under skolåren gladde han studiekamraterna och de förtörnade lärarna med karikatyrer och frihandsteckningar som han strödde omkring sig på skolan. Efter avslutad skolgång började han arbeta på sin fars kontor för att utbilda sig till affärsman. Han insåg efter ett tag att affärslivet inte var hans väg i livet och med sitt konstnärliga intresse sökte han sig 1862 till Konstakademien där han handleddes av historiemålaren Johan Christoffer Boklund.    
Vid akademien utförde han flera målningar som blev högt uppskattade bland annat Den förlorade sonens återkomst 1866, akvarellerna Duett från 1600-talet och Don Quixote berättar som ställdes ut samma år, samt svenska historiemotiv som "Katarina Jagellonica och Göran Persson", inför 1867 års pristävling målade han verket "Ärkebiskopen Gustaf Trolle inför högaltaret i Uppsala domkyrka, avvisande Sten Stures anbud av fred och förlikning" som gav honom den kungliga medaljen och akademiens resestipendium, som han innehade 1868-1873. Han reste 1868 via Köpenhamn och Düsseldorf till Paris, livet där tilltalade honom inte alls till en början men efter en tids vistelse där ansåg han att staden var den enda plats en målare bör trivas för där fanns ju allt. Han hade även svårt att hitta någon läromästare eftersom varken Léon Bonnat eller Alexandre Cabanels elevateljéer hade några lediga platser och efter några förfrågningar hos olika konstnärer blev han slutligen privatelev hos genremålaren Charles Comte.

Gustav Vasa finner sin gemål Katarina Stenbock sovande och hör henne säga: "Kung Gösta håller jag mycket kär, men Rosen glömmer jag aldrig"

Vid Comtes ateljé sattes han att teckna efter antiken och naturen och han följde med sin läromästare på en målarresa till Fontainebleau för att under sommaren måla figurer i det fria där målade han även under Comtes handledning kostymbilden Gustav Vasa finner sin gemål Katarina Stenbock sovande och hör henne säga: "Kung Gösta håller jag mycket kär, men Rosen glömmer jag aldrig". Tavlan sändes hem till akademiens utställning i Stockholm 1870 men den väckte då inte kritikernas gillande. 
Han debuterade på Parissalongen 1870 med genremålningen Révélation (Upptäckten) som var en figurrik, teatraliskt anordnad folklivsskildring från en stuga i Dalarna som uppskattades bland de franska målarkollegerna. Detta ledde till en kontakt med konsthandlaren Adolphe Goupil som tidigt kunde sprida ut hans konst och ge honom en tryggad borgerlig existens. På Parissalongen 1872 ställde han ut målningarna Odalisk en kvinnlig nakenstudie i naturlig storlek, och han målade under dessa år ofta små eleganta genrebilder Besöket hos amman, I orangeriet, Abbéns visa samt dalmotiven Efter dopet, Lilla kullan och Midsommarfest. Han kom därefter att utföra flera koketta samtidsporträtt och historiska kostymbilder i Charles Comtes och Marià Fortunys stil med små rokokoidyller i siden och spetsar, där den anekdotiska poängen spelade en mindre roll som i Blomstermarknad från 1873 och I drivhuset 1876. På andras inrådan och påverkad av Jules Bastien-Lepage, Jules Breton, Jean-François Millet och andra franska bondmålare övergav han sitt historiemåleri för att måla naturalistiska folklivsbilder.
Salmsons största framgång kom då han slöt sig till den samtida franska riktning som upptog friluftsstudiet. Hans arbeten i denna riktning är dock ganska moderat hållna, studier i fria luften sammanställdes och reproducerades i ateljén. Efter sommarstudier i Picardie målade han Bondkvinna, vilande sig på landsvägskanten som var en helfigur i naturlig storlek och visades på Världsutställningen 1878.
På salongen 1878 ställde han ut Vitbetsrensare i Picardie som föreslogs att inköpas av svenska staten, men inte utan kritik - konstkritikern Nyblom framförde att det borde ske en modernisering av Nationalmusei inköpsbestämmelser och Fritz von Dardel kommenterade att den var "ett utmärkt arbete fast saknande all poesi" - och då statsinköpet skulle äga rum fann nämnden den ej önskvärd för Nationalmuseum, varpå Göteborgs konstförening förvärvade den för senare placering på Göteborgs konstmuseum. Vid salongen 1879 tilldelades han tredje klassens medalj för målningen Arrestering som beskriver en ung bondkvinna som häktas för barnamord på en bygata i Picardie. Verket inköptes av franska staten för placering på Luxembourgmuseet och sedan 1896 på Musée de Picardie i Amiens. Miljön för målningen och många andra av hans folklivsskildringar är hämtade från Mailly i Picardie där han regelbundet under några år vistades på somrarna. Som omväxling till bondemotiven och folklivsskildringarna målade Salmson den eleganta rokokoscenen En repetition av Tartuffe 1881, som följdes av En seans 1882 som finns i form av en skiss på Nationalmuseum. 1882 målades Konfirmanderna med motiv från en fransk by som inköptes av franska staten, och som finns i form av en skiss på Malmö museum. Salmson var under 1880-talet nestorn i den svenska konstnärskolonin i Paris och en erkänd begåvning som många av de yngre konstnärskamraterna såg upp till.
Från 1883 tillbringade Salmson i regel somrarna i Dalby i Skåne och behandlade där en ny motivkrets. Han målade 1883 Gumma vid spinnrocken som testamenterades av Pontus och Göthilda Fürstenberg 1902 till Göteborgs konstmuseum, målningarna Vid grinden i Dalby 1884 (inköpt av franska staten och sedan 1977 utställd på Musée d'Orsay), Besöket hos mormor 1884, De fader- och moderlösa 1885, Hos arrendatorskan 1886, Undantagsfolk 1886. Han målade även barnmotiv, däribland Den lilla axplockerskan som 1884 förvärvades av Musée des Beaux-Arts de Nantes samt en replik från samma år för Nationalmuseum, Stockholm och Efter eldsvådan 1888 Kode Kunstmuseene i Bergen, där man ser en familj bland spillrorna av sitt nedbrunna hem, verket finns i form av en skiss vid Nationalmuseum. Under sin vistelse i Dalby 1887 hade han bland annat prins Eugen som elev.
Salmson var en skicklig målare och yrkesman, men saknade konstnärlig ursprunglighet och innerlighet. Han fick sin betydelse för den svenska konsten därigenom, att han var den förste som för sina landsmän framlade programmet för 1870- och 1880-talens moderna franska valörmåleri och förde med sig till hemlandet den mest genombildade tekniken. Minst av allt var hans konst facil, han hörde ej till dem som arbetade ledigt och fort. Personligen tycktes han tillknäppt, som "un silencieux" presenterades han i ett parisiskt galleri av konstnärsporträtt. Under sina sista år målade Salmson huvudsakligen porträtt i olja eller pastell. Ett vackert prov på hans koloristiska finess utgör det elegant skisserade porträttet av madam Pourtalès som ingår i Nationalmuseums samling. Ett landskap i pastell ägs av Malmö museum och ett flertal skisser och förlagor av Nationalmuseum. 
Förutom Parissalongen medverkade han i ett flertal av Konstakademiens utställningar i Stockholm 1886–1888, Världsutställningen 1878, Världsutställningen 1889, de nordiska konstutställningarna i Köpenhamn 1872, 1883 och 1888, Foraarsudstillingen på Charlottenborg 1879, Konstutställningen i Göteborg 1881, utställningen Från Seinens strand som visades i Stockholm 1885, Konstnärsförbundets utställningar i Stockholm och Göteborg 1886. Han var representerad med ett 20-tal verk vid utställningen Opponenterna av 1885 som visades på Nationalmuseum 1945 och 1962 visades en mindre utställning med hans verk på prins Eugens Waldemarsudde. 
Han blev medlem av akademien 1880 och han deltog i opponentrörelsen där han 1885 valdes till ordförande för Parisfraktionen av Konstnärsförbundet och samma år valdes han in i franska Société National des Artistes. 
Hans konst består huvudsakligen av figurmåleri men han utförde även historiemålningar, samt en del porträtt och några landskapsskildringar i en förfinad gråstämd färg som röjer en ganska utpräglad koloristisk känsla, förutom olja arbetade han i mindre omfattning med akvarell pastell och teckning.
Salmson är representerad vid bland annat Nationalmuseum, Göteborgs konstmuseum, Malmö konstmuseum, Prins Eugens Waldemarsudde, Lunds universitets konstmuseum, Faluns museum, Musée de Picardie, Musée d'Orsay, Musée des Beaux-Arts i Nantes, Kode Kunstmuseene i Bergen, Corcoran Gallery Washington och med ett självporträtt från 1870-talet vid Konstakademien samt vid Nordiska museet i Stockholm förvaras ett antal brev, teckningar, färglåda och staffli som tillhört honom.
Under en psykisk depression 1894 tog han sitt liv.

## Galleri

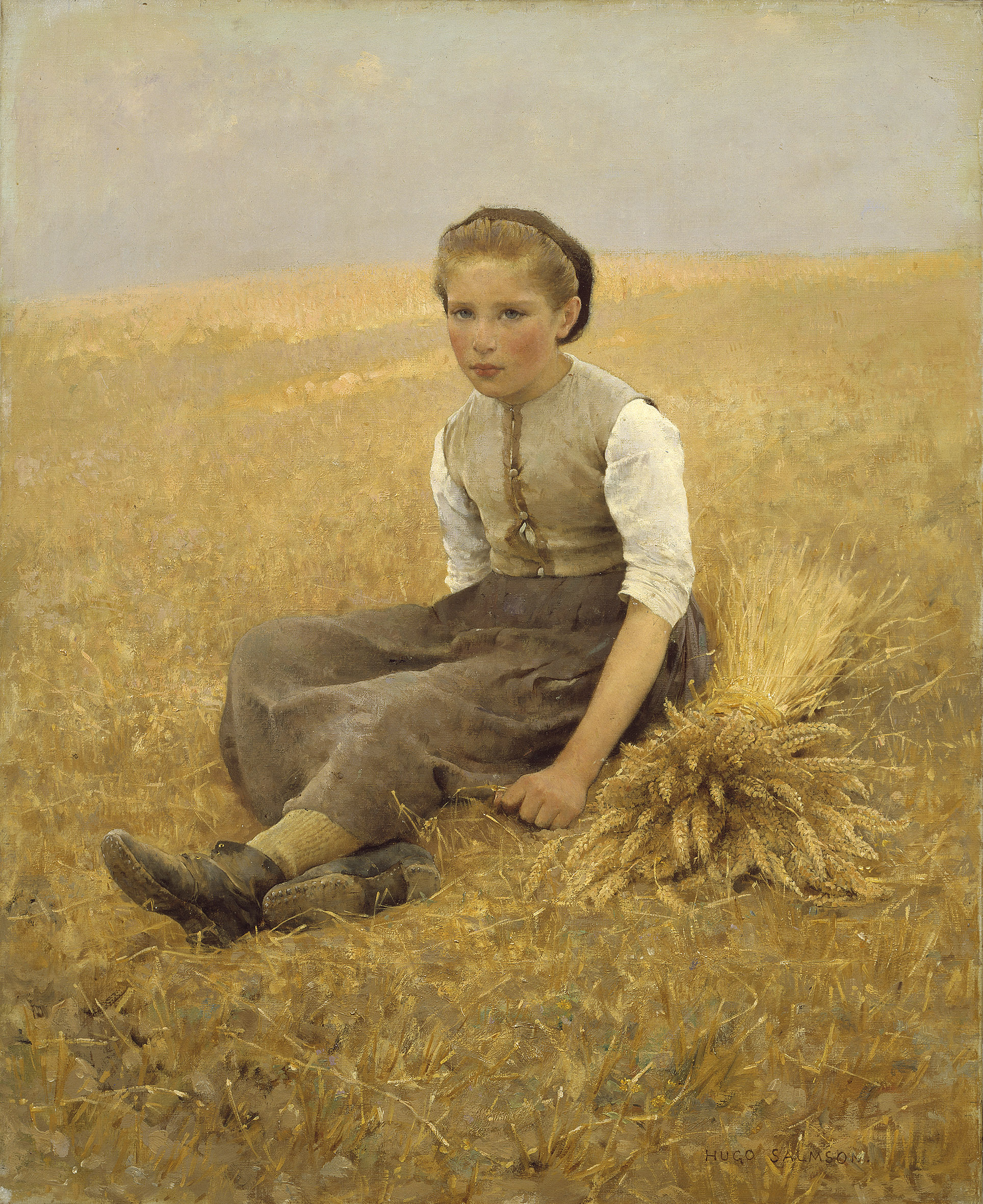
Den lilla axplockerskan
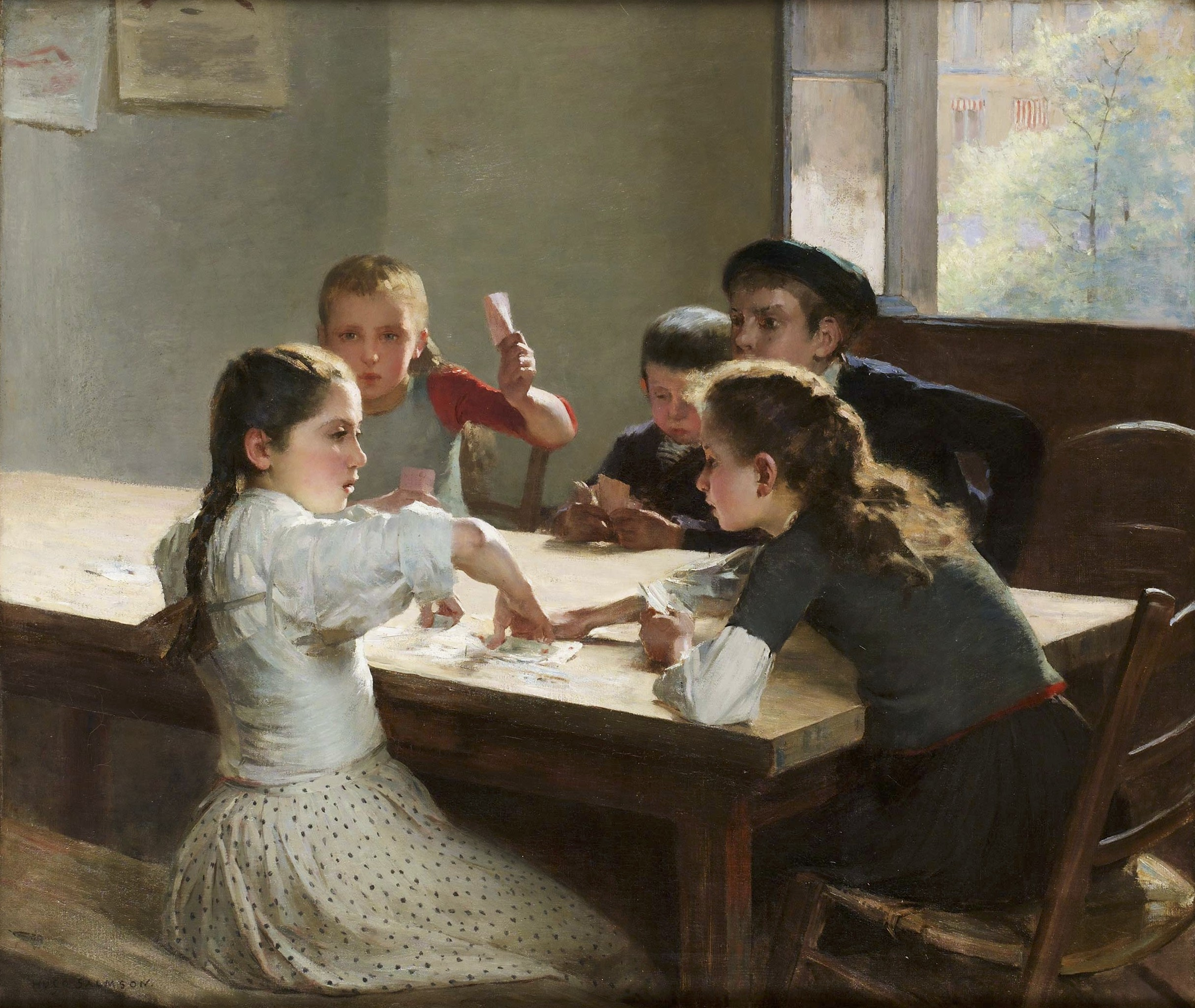
Interiör med kortspelande barn
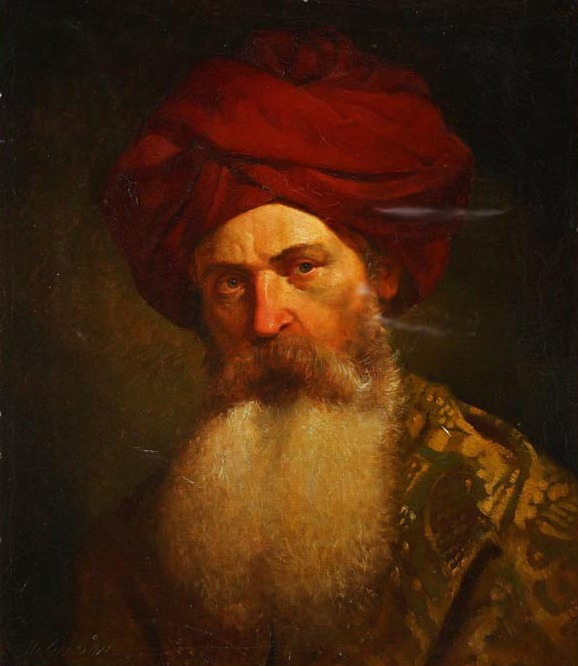
En man med turban
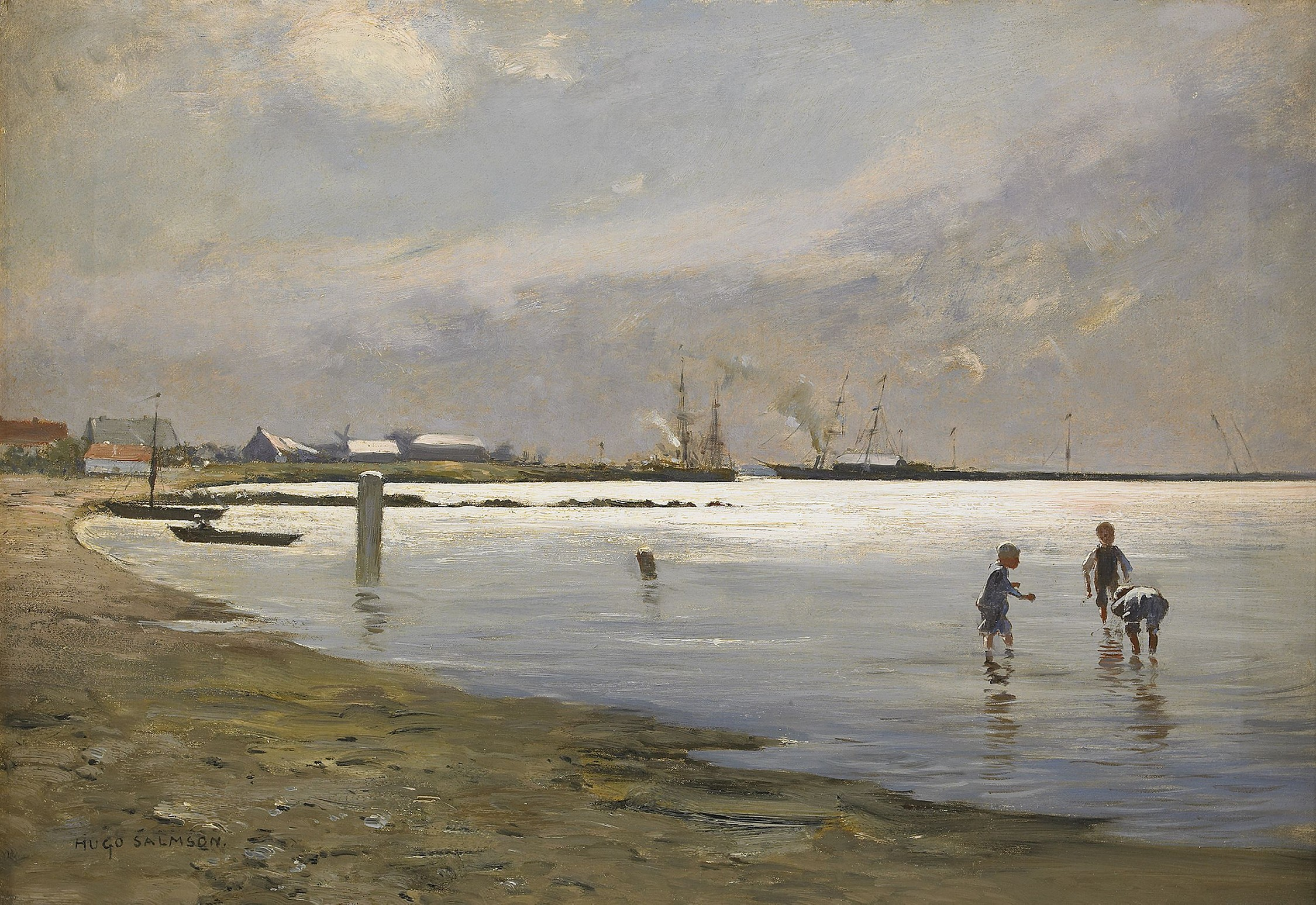
Lekande pojkar i vattenbrynet - motiv från Trelleborgs hamn
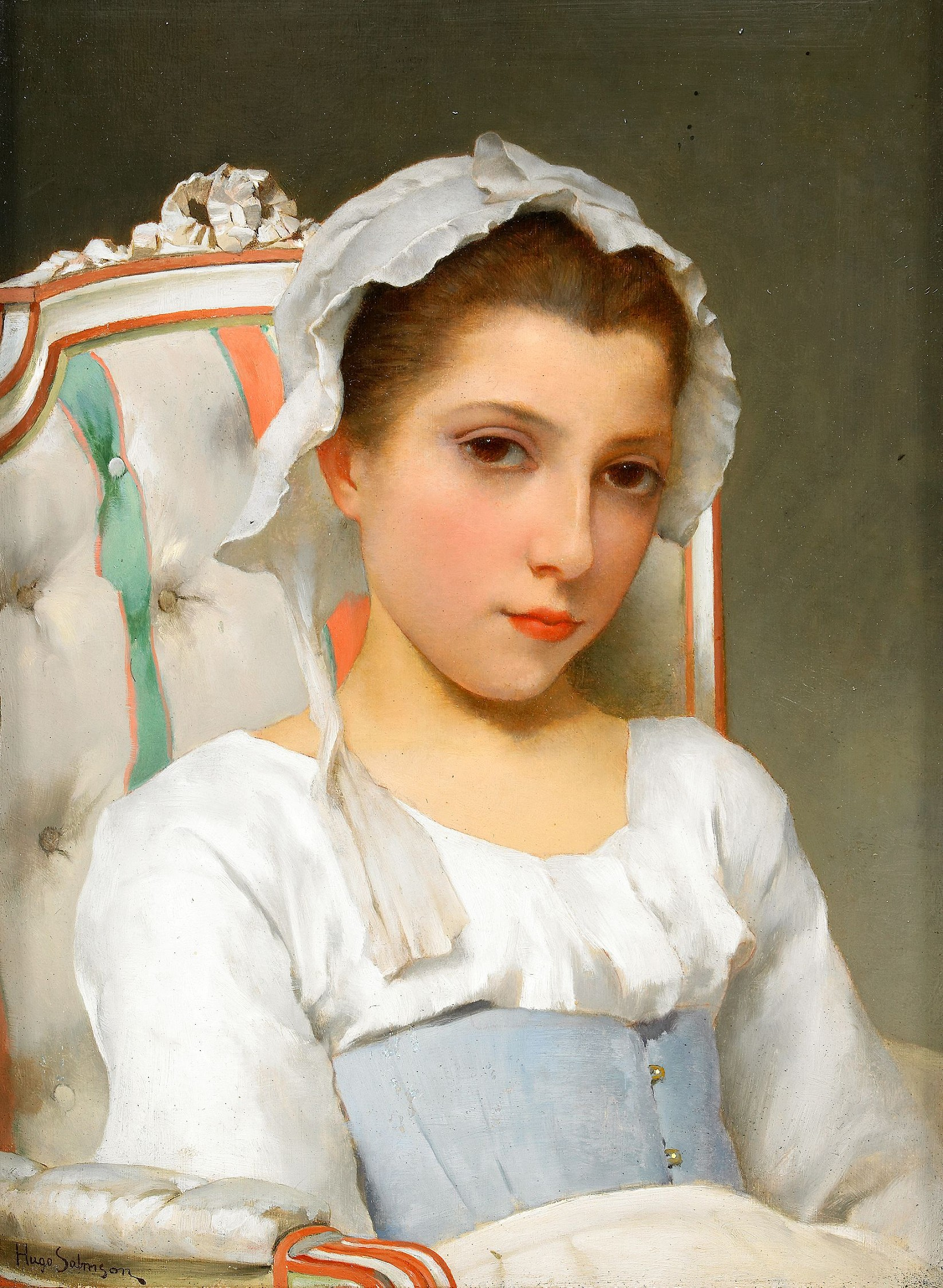
Porträtt av ung flicka